# Ejido de Santana
Ejido de Santana är en ort i Mexiko, tillhörande kommunen Nextlalpan i delstaten Mexiko. Ejido de Santana ligger i den centrala delen av landet och tillhör Mexico Citys storstadsområde. Orten hade 133 invånare vid folkmätningen 2010. 2020 hade antalet invånare ökat till 195.